# یورگو ویادزیس
یورگو وُیادزیس (یونانی: Γιώργος Βογιατζής؛ ‏ [ˈʝorɣos voʝaˈd͡zis]؛ زادهٔ ۶ دسامبر ۱۹۴۵) بازیگر اهل کشور یونان است. وی با نام‌های مختلفی از جمله جورج وویجیس در فیلم‌ها ظاهر شده است و در بیش از ۱۲۳ فیلم و سریال تلویزیونی هنرنمایی کرد.

## گزیدهٔ نقش‌آفرینی‌ها

### سینما
- روز محاصره: ۱۱ سپتامبر ۱۶۸۳ (۲۰۱۲)
- زمستان (۲۰۰۲)
- شوالیه‌های سفر تجسسی (۲۰۰۱)
- مرا ببین (۱۹۹۹)
- کوه شجاعت (۱۹۹۰)
- دیوانه‌وار (۱۹۸۸)
- جولیا و جولیا (۱۹۸۷)
- سکس و لذت (۱۹۸۲)
- تمام آنچه باید آشکار شود (۱۹۸۱)
- مددکار اجتماعی آتشین‌مزاج (۱۹۸۱)
- وقایع سال‌های آتش (۱۹۷۵)
- آخرین دره (۱۹۷۱)
- ماجراجویان (۱۹۷۰)
- زوربای یونانی (۱۹۶۴)

### تلویزیون
- حواری سیزدهم (۲۰۱۲)
- ادیسه (۱۹۹۷)
- در گرداب گناه (۱۹۸۷)
- میامی وایس (۱۹۸۷)
- عیسی ناصری (۱۹۷۷)